# Università nazionale Daniel Alcides Carrión

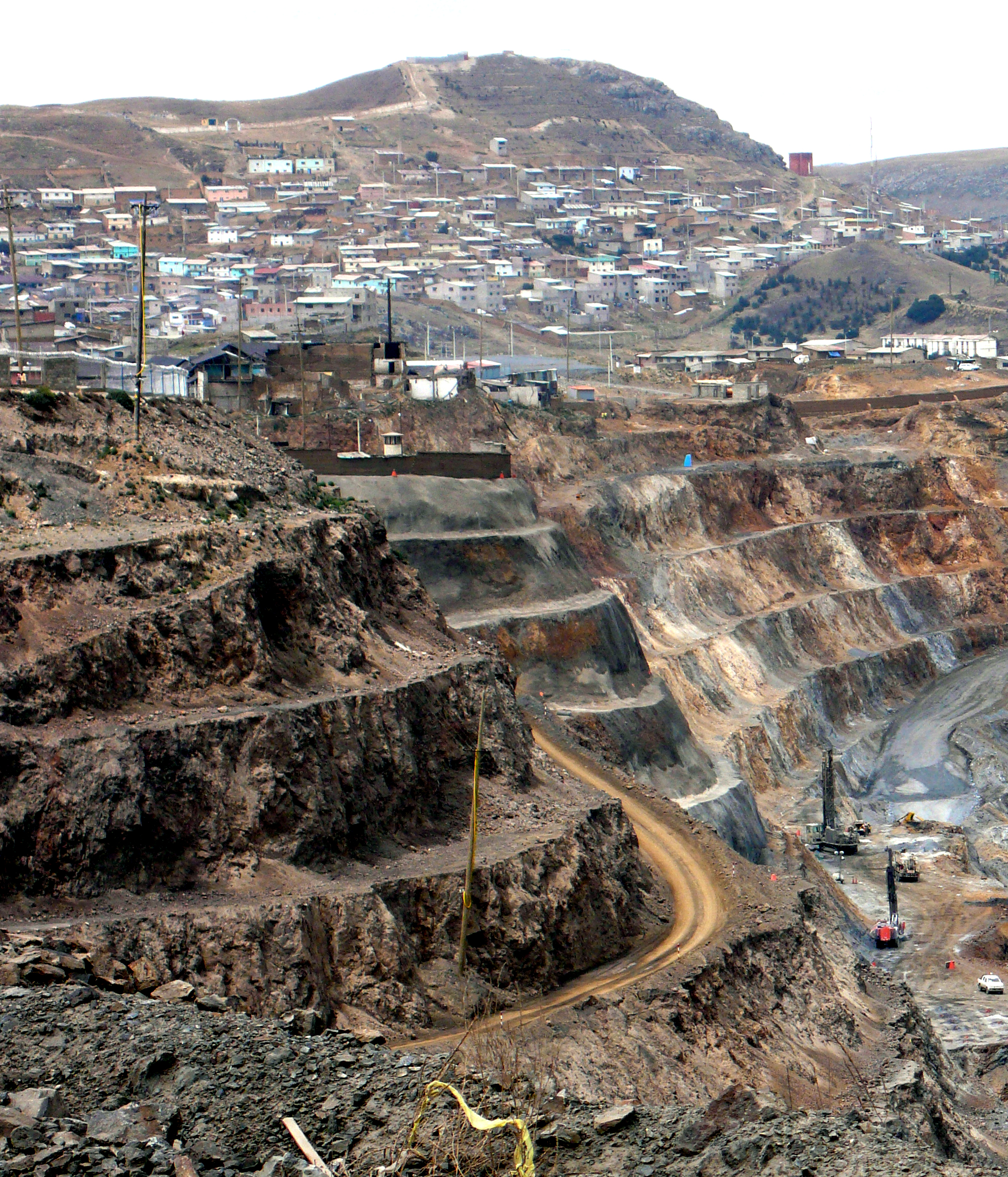
La miniera a Cerro de Pasco.

L'Università nazionale Daniel Alcides Carrión è un'università statale peruviana con sede principale a Cerro de Pasco (4338 m s.l.m.) nella regione di Pasco. Esistono altre sedi a La Merced, Tarma ed Oxapampa. Il nome ricorda di Daniel A. Carrión García. L'università fu fondata il 12 aprile 1965 con legge nº 15527. L'industria mineraria e l'agricoltura nelle Ande e nell'Amazzonia hanno influito sullo sviluppo dell'università. La ricerca si concentra soprattutto sull'altitudine, sulla miniera (incl. geologia e metallurgia) ed agricoltura andina ed amazzonica, specialmente su tuberi andini, camelidi andini e caffè.

## Facoltà
- Facoltà di Odontoiatria
- Facoltà di Scienze della salute
  - Infermieristica
  - Ostetricia
- Facoltà di Scienze dell'educazione
  - Scienze della comunicazione
  - Giurisprudenza
  - Educazione
- Facoltà di Agronomia
  - Agricoltura
  - Tecnologia alimentare
  - Zootecnica
- Facoltà di Ingegneria
  - Ingegneria ambientale
  - Ingegneria geologica
  - Ingegneria metallurgica
  - Ingegneria mineraria
  - Ingegneria civile
- Facoltà di Economia
  - Contabilità
  - Economia
  - Gestione